# Spit (média)
Pour les articles homonymes, voir SPIT.
Spit est un média digital belge lancé en 2022 par la RTBF. Il propose du contenu people, pop culture et divertissant pour les adolescents. Il est animé par trois influenceurs belges.

## Historique
En tant que diffuseur public, la RTBF a pour mission de toucher les "nouvelles générations" (12-18 ans), qui consomment de moins en moins les médias traditionnels (comme la télévision). C'est dans ce but que le média de service public lance une nouvelle version de Spit le 27 février 2022, en proposant des vidéos ludiques, didactiques et divertissantes sur les plateformes utilisées quotidiennement par les jeunes.
Actuellement, Spit est diffusé sur TikTok, Instagram, Youtube, Snapchat et Auvio. Il est animé par trois influenceurs belges :
- Zoé Brunet[5] (mannequin)
- Clara Laureys (commédienne)
- Timonthegram (influenceur)[6].

## Concept

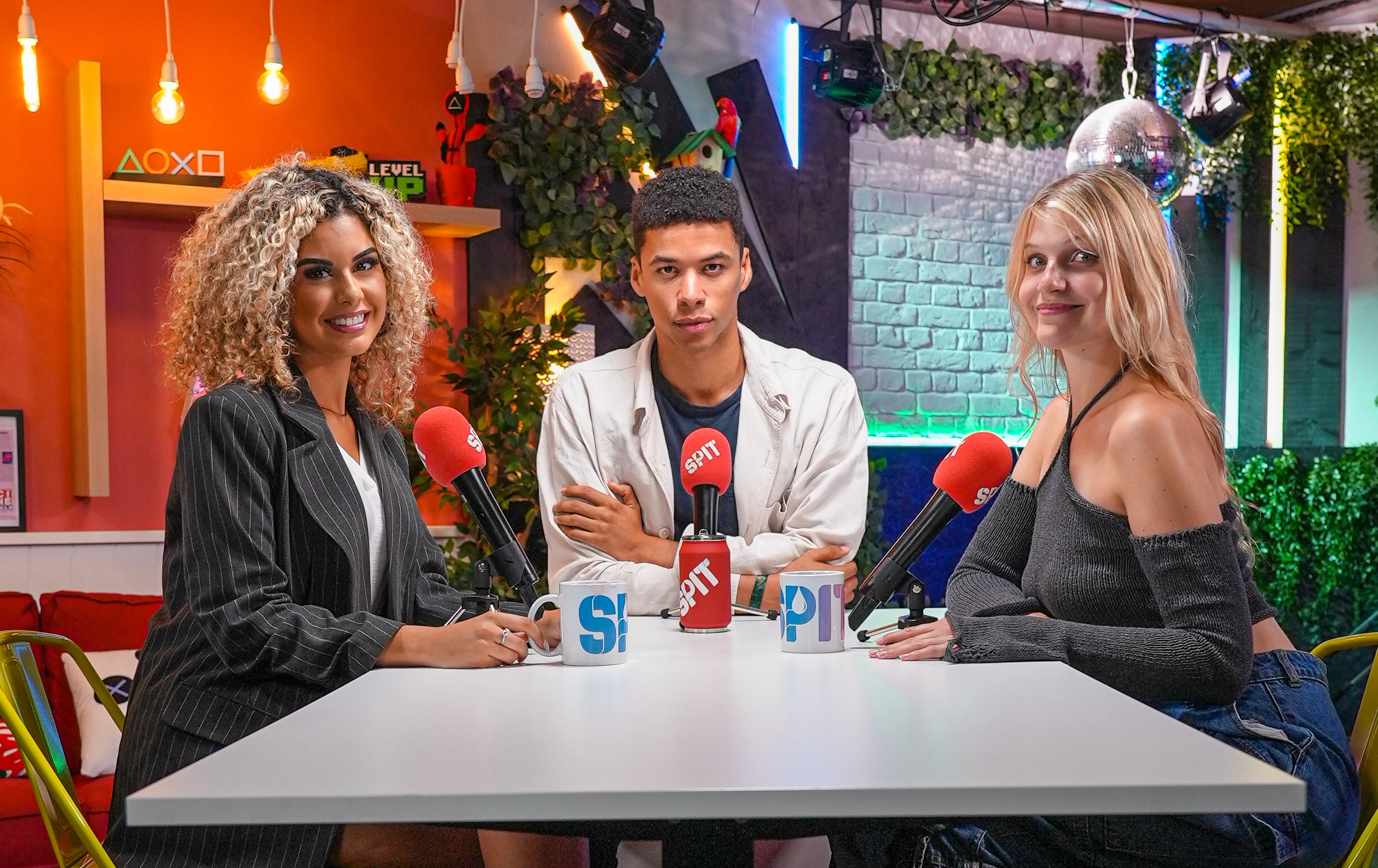
Le Trio d'animateurs de SPIT (2023)

Spit se décline en cinq formats de vidéos : 
- Des capsules informatives[7] sur divers sujets (people, culture pop, faits insolites, société) ;
- Des interviews de personnalités publiques telles que Pierre Garnier[8], Michou, Black M, ou encore J. Balvin[9] ;
- Des micro-trottoirs et des défis en tout genre, réalisés en rue ;
- Du contenu estival et des évènements de terrain[10](Carnaval, Fête Nationale, Festivals) ;

- Des grands jeux de divertissement, tels que "SPIT Summer Game" ou "SPIT Warrior"[11].

Enfin Spit organise des lives TikTok pour interagir avec ses abonnés.

## Audience
Depuis son lancement, Spit cumule plus de 200 millions de vues et rassemble plusieurs centaines de milliers d’abonnés.